# Thorbjørn Svenssen
 (janvier 2011).
Si vous disposez d'ouvrages ou d'articles de référence ou si vous connaissez des sites web de qualité traitant du thème abordé ici, merci de compléter l'article en donnant les références utiles à sa vérifiabilité et en les liant à la section « Notes et références ».
Thorbjørn Svenssen est un footballeur norvégien, né le 22 avril 1924 et mort le 8 janvier 2011  à Sandefjord. Surnommé « klippen » (le roc), il effectue la totalité de sa carrière au sein du Sandefjord BK (en).

## Biographie
Ce défenseur détient le record du nombre de sélections en équipe de Norvège avec 104 matches (entre 1947 et 1962), dont 93 en tant que capitaine. Il est le deuxième joueur au monde à dépasser le cap des 100 sélections en équipe nationale (le premier étant Billy Wright).
Il dispute avec la Norvège les Jeux Olympiques de 1952 à Helsinki.